# 1762
| [ Edytuj tabelę ]              | |
| Król Polski                    | - 1733 August III Sas 1763 |
| Emir Afganistanu               | - 1747 Ahmed Szah Abdali (padyszach) 1772 |
| Współksiążęta Andory           | - 1757 Francesc Josep Catalán de Ocón 1762 - 1715 Ludwik XV 1774                                                                                  |
| Elektor Bawarii                | - 1745 Maksymilian III Józef 1777 |
| Sułtan Brunei                  | - 1745 Hussin Kamaluddin 1762 - 1762 Omar Ali Saifuddin I 1795                                                                                    |
| Cesarz Chin                    | - 1735 Qianlong 1796 |
| Król Czech                     | - 1743 Maria Teresa 1780 |
| Król Danii                     | - 1746 Fryderyk V 1766 |
| Dalajlama                      | - 1758 Jamphel Gjaco 1804 |
| Cesarz Etiopii                 | - 1755 Joas I 1769 |
| Król Francji                   | - 1715 Ludwik XV 1774 |
| Król Gruzji                    | - 1762 Herakliusz II 1798 |
| Król Hiszpanii                 | - 1759 Karol III 1788 |
| Landgraf Hesji-Kassel          | - 1760 Fryderyk II Heski 1785 |
| Stadhouder Holandii            | - 1751 Wilhelm V Orański 1795 |
| Szach Iranu                    | - 1750 Karim Chan 1779 |
| Państwo Wielkich Mogołów       | - 1759 Shah Alam II 1806 |
| Król Irlandii                  | - 1760 Jerzy III Hanowerski 1820 |
| Cesarz Japonii                 | - 1747 Momozono 1762 - 1762 Go-Sakuramachi 1770                                                                                                   |
| Kalif                          | - 1757 Mustafa III 1773 |
| Patriarcha Konstantynopola     | - 1761 Joannik III 1763 |
| Władca Korei                   | - 1724 Yŏngjo 1776 |
| Książę Kurlandii i Semigalii   | - 1759 Karol Krystian Wettyn 1763 |
| Emir Kuwejtu                   | - 1752 Sabah I 1762 - 1762 Abd Allah I 1814 |
| Książę Liechtensteinu          | - 1748 Józef Wacław 1772 |
| Sułtan Maroka                  | - 1757 Muhammad III 1790 |
| Książę Monako                  | - 1733 Honoriusz III 1793 |
| Król Nawarry                   | - 1710 Ludwik XV 1774 |
| Król Norwegii                  | - 1746 Fryderyk V 1766 |
| Sułtan Omanu                   | - 1749 Ahmad ibn Sa’id 1783 |
| Elektor Palatynatu             | - 1742 Karol IV Teodor 1799 |
| Papież                         | - 1758 Klemens XIII 1769 |
| Książę Parmy i Piacenzy        | - 1748 Filip 1765 |
| Król Portugalii                | - 1750 Józef 1777 |
| Król w Prusach                 | - 1740 Fryderyk II Wielki 1772 |
| Car Rosji                      | - 1741 Elżbieta 1762 - 1762 Piotr III 1762 - 1762 Katarzyna II Wielka 1796                                                                        |
| Cesarz Rzymski (niemiecki)     | - 1745 Franciszek I Lotaryński 1765 |
| Kapitanowie Regenci San Marino | - 1761 Filippo Manenti Marc' Antonio Tassini 1762 - 1762 Giovanni Maria Giangi Giuseppe Bertoni 1762 - 1762 Giambattista Zampini Pompeo Zoli 1763 |
| Elektor Saksonii               | - 1733 Fryderyk August II (król Polski) 1763 |
| Król Sardynii                  | - 1730 Karol Emanuel III 1773 |
| Król Szwecji                   | - 1751 Adolf Fryderyk 1771 |
| Król Tajlandii                 | - 1758 Suriyamarin 1767 |
| Sułtan Turków                  | - 1757 Mustafa III 1774 |
| Doża Wenecji                   | - 1752 Francesco Loredano 1762 - 1762 Marco Foscarini 1763                                                                                        |
| Król Węgier                    | - 1740 Maria Teresa 1780 |
| Monarcha Wielkiej Brytanii     | - 1760 Jerzy III 1820 |
| Premier Wielkiej Brytanii      | - 1757 Thomas Pelham-Holles 1762 - 1762 John Stuart 1763                                                                                          |

Rok 1762 / MDCCLXII
stulecia: XVII wiek ~
XVIII wiek ~
XIX wiek

lata: 1752 «
1757 «
1758 «
1759 «
1760 «
1761 «
1762
» 1763
» 1764
» 1765
» 1766
» 1767
» 1772

## Wydarzenia w Polsce
- 11 maja – wojna siedmioletnia: po dwuletniej okupacji austriackiej Racibórz powrócił pod administrację pruską.
- 21 lipca – wojna siedmioletnia: zwycięstwo wojsk pruskich nad Austriakami w bitwie pod Burkersdorfem (Burkatów).
- 9 sierpnia – wojna siedmioletnia: Rosjanie opuścili Twierdzę Kołobrzeg.
- 16 sierpnia – wojna siedmioletnia: wygrana wojsk pruskich nad austriackimi w bitwie pod Dzierżoniowem.

## Wydarzenia na świecie
- 2 stycznia – Hiszpania wypowiedziała wojnę Wielkiej Brytanii – wojska hiszpańskie wkroczyły do Portugalii. W odpowiedzi Brytyjczycy zaatakowali kolonie hiszpańskie i francuskie zajmując między innymi Martynikę, Kubę i Filipiny.
- 5 stycznia – po śmierci carycy Rosji Elżbiety Romanow jej następcą został Piotr III Romanow, dzięki czemu ocalały Prusy, pobite przez Rosjan w wojnie siedmioletniej, nowy car zawarł z Fryderykiem II korzystny dla Prusaków pokój.
- 2 maja – podpisano pokój rosyjsko-pruski.
- 22 maja:
  - w Rzymie została odsłonięta fontanna di Trevi.
  - wojna siedmioletnia: w Hamburgu podpisano prusko-szwedzki traktat pokojowy.
- 26 maja – John Stuart został premierem Wielkiej Brytanii.
- 24 czerwca – wojna siedmioletnia: zwycięstwo wojsk brytyjsko-hanowersko-hesko-brunszwicko-pruskich nad francuskimi w bitwie pod Wilhelmstahl.
- 9 lipca – w drodze zamachu stanu przeciwko swojemu mężowi Piotrowi III, carycą Rosji została księżna Sophie Friederike Auguste von Anhalt-Zerbst, która przyjęła imię Katarzyny II.
- 17 lipca – Katarzyna II Wielka została cesarzową Rosji.
- 15 września – Japonia: odbyła się intronizacja Go-Sakuramachi, ostatniej kobiety-cesarza.
- 4 października – w Wiedniu odbyła się premiera opery Orfeusz i Eurydyka Christopha Willibalda Glucka.
- 6 października – wojna siedmioletnia: Brytyjczycy pokonali Hiszpanów w bitwie o Manilę.
- 29 października – wojna siedmioletnia: zwycięstwo pruskie w bitwie pod Freibergiem.
- Jean-Jacques Rousseau wydał Umowę społeczną.

## Urodzili się
- 1 czerwca – Edmund Rice, irlandzki założyciel organizacji katolickich, błogosławiony (zm. 1844)
- 12 lipca - James Roos, amerykański prawnik, polityk, senator ze stanu Pensylwania (zm. 1847)
- 25 lipca - Daniel Ostrowski, polski duchowny katolicki, biskup warszawski (zm. 1831)
- 12 września – Piotr Franciszek Jamet, francuski duchowny katolicki, błogosławiony (zm. 1845)
- 20 października – Anna Maria Erraux, francuska brygidka, męczennica, błogosławiona katolicka (zm. 1794)
- 30 listopada – Samuel Egerton Brydges, angielski bibliograf, historyk literatury, polityk (zm. 1837)
- 2 grudnia – Franciszek Ksawery Dmochowski, polski polityk, pijar, poeta, publicysta, tłumacz (zm. 1808)
- 12 grudnia – Piotr Ploquin, francuski duchowny katolicki, męczennik, błogosławiony (zm. 1792)

- data dzienna nieznana: 
  - Ludwik Beniamin Hurtel, francuski diakon, męczennik, błogosławiony katolicki (zm. 1792)
  - Robert Townson, angielski uczony, lekarz i podróżnik, jeden z pierwszych badaczy Tatr (zm. 1827)

## Zmarli
- 5 stycznia – Elżbieta Piotrowna Romanowa, cesarzowa Rosji, ostatnia na tronie z dynastii Romanowów (ur. 1709)
- 13 lipca – James Bradley, angielski astronom (ur. 1693)
- 20 lipca – Paul Troger, austriacki malarz, grafik (ur. 1698)
- 17 września – Francesco Geminiani, włoski barokowy kompozytor, skrzypek i teoretyk muzyki (ur. 1687)

## Święta ruchome
- Tłusty czwartek: 18 lutego
- Ostatki: 23 lutego
- Popielec: 24 lutego
- Niedziela Palmowa: 4 kwietnia
- Wielki Czwartek: 8 kwietnia
- Wielki Piątek: 9 kwietnia
- Wielka Sobota: 10 kwietnia
- Wielkanoc: 11 kwietnia
- Poniedziałek Wielkanocny: 12 kwietnia
- Wniebowstąpienie Pańskie: 20 maja
- Zesłanie Ducha Świętego: 30 maja
- Boże Ciało: 10 czerwca